# Placa senil

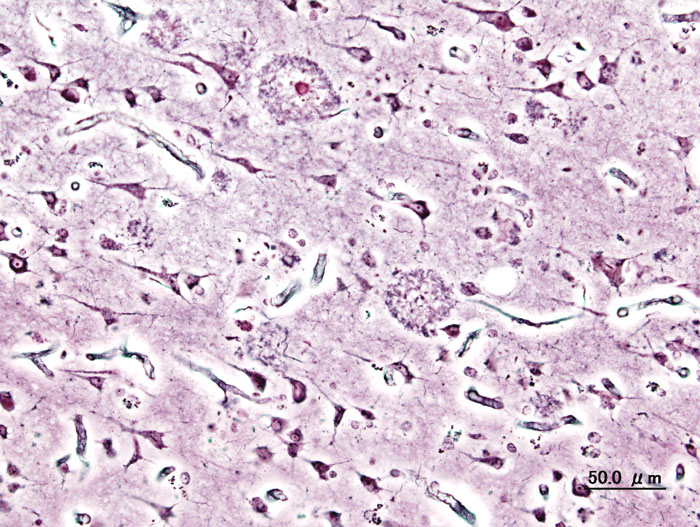
Placas seniles (redondeadas) en un corte teñido de cerebro.

Las placas seniles son depósitos extracelulares de beta-amiloide en la sustancia gris del cerebro y que se asocian con la degeneración de las estructuras neuronales, así como una abundancia en microglía y de astrocitos. Un número elevado de estas placas amiloides y ovillos de fibrina son elementos característicos de la enfermedad de Alzheimer, aunque la correlación entre la densidad de placas de amiloide y la severidad de la enfermedad es pobre.

## Características
Las placas seniles tienen variedad de tamaño y forma, pero por lo general, son de aproximadamente 50 µm. Los polipéptidos de beta-amiloide tienden a conglomerarse y se cree que son neurotóxicos. Un 10% de las personas mayores de 60 años tienen placas seniles y un 60% de la población mayores de 80 años, por lo que un número de estos puede deberse al proceso fisiológico de la vejez.